# Lukáš Matuský
Lukáš Matuský (* 2. března 1987) je slovenský dostihový jezdec, vítěz Velké pardubické z let 2020 a 2022. Na překážkách mu náleží titul žokej.
V patnácti letech se stal nejmladším vítězem rovinového i překážkového dostihu ve slovenské historii.
V letech 2013 a 2014 startoval ve Velké pardubické, avšak v letech 2015–2017 utrpěl vždy krátce před Velkou zranění, kvůli kterému se jí nemohl účastnit (v roce 2017 upadl přímo v rámcovém dostihu stejný den a utrpěl zlomeninu lícní kosti). Znovu se účastnil v letech 2018 a 2019 a v roce 2020 v sedle Hegnuse (trenér Radek Holčák) steeplechase vyhrál. V roce 2021 se stejným koněm skončil pátý, načež v roce 2022 získal druhé vítězství ve Velké, tentokrát v sedle koně Mr Spex, kde nahradil jeho stálého jezdce Jana Kratochvíla, který se zranil.
Vedle Slovenska a Česka startuje také v Polsku, Itálii a dalších zemích. Do roku 2021 však nebyl plně profesionálním jezdcem, pracoval v továrně v Lozornu, kde vyráběl díly pro automobily Volkswagen. Žije s přítelkyní a synem v Malackách.